# یواس‌اس دویل (دی‌ام‌اس-۳۴)
یواس‌اس دویل (دی‌ام‌اس-۳۴) (به انگلیسی: USS Doyle (DMS-34)) یک کشتی بود که طول آن ۳۴۸ فوت ۳ اینچ (۱۰۶٫۱۵ متر) بود. این کشتی در سال ۱۹۴۲ ساخته شد.